# Biserica Sfântul Nicolae din Constanța
Biserica Sfântul Nicolae din Constanța este un monument istoric aflat pe teritoriul municipiului Constanța.
Documentele de arhivă atestă o cerere a comunității bulgare din Constanța, datată 8 octombrie 1898, în care se solicita Primăriei aprobarea pentru construirea unui lăcaș de cult. Biserica păstrează caracteristicile stilului arhitectonic neobizantin, având pictura executată de Ioanid Bătrânul. După 1940 biserica bulgară cu hramul Sf. Nicolae a fost preluată de Episcopia Tomisului și dată cultului ortodox român. Deoarece inscripțiile erau în limba bulgară, iar pictura avea nevoie sa fie refacută, primăria municipiului a angajat pe pictorul de biserici Ion Musceleanu ca să refacă toată pictura, schimbând în același timp inscripțiile în românește.